# 苏里南奥林匹克委员会
苏里南奥林匹克委员会（英語：Suriname Olympic Committee，IOC编码：SUR）是代表苏里南的国家奥林匹克委员会。苏里南奥林匹克委员会成立于1959年，并于同年获得国际奥林匹克委员会的认可。该组织也是泛美体育组织的成员。

## 外部连结
- 官方网站 （英文）